# Антон Достлер
Антон Достлер (нім. Anton Dostler; нар. 10 травня 1891, Мюнхен — пом. 1 грудня 1945, Аверса) — німецький воєначальник часів Третього Рейху, генерал від інфантерії (1943) Вермахту. Учасник Першої та Другої світових воєн. Воєнний злочинець, страчений (розстріляний американськими військовиками) за вироком військового трибуналу за злочини, скоєні ним на посаді командира корпусу під час бойових дій в Італії.

## Біографія
Антон Достлер народився 10 травня 1891 року в Мюнхені. 23 червня 1910 року зарахований фанен-юнкером до 6-го Баварського піхотного полку «імператора Вільгельма, короля Пруссії». 28 жовтня 1912 року отримав перше офіцерське звання лейтенант.
З початком Першої світової війни на Західному фронті. Бився у складі свого піхотного полку в прикордонних боях у Лотарингії, бої на Соммі, під Верденом.
4 грудня 1915 року він отримав у своє підпорядкування штурмову групу 3-го Королівського Баварського армійського корпусу. 14 січня 1916 року йому присвоєне звання обер-лейтенант. 18 жовтня 1918 року А. Достлеру присвоюється тимчасове звання гауптман, а за місяць, коли війна завершилася, він був начальником служби боєприпасів рідного 6-го піхотного полку.
Після війни А. Достлер залишений на службі в рейхсвері. Служив на командних посадах у 20-му Баварському піхотному полку, 17-му Баварському рейтарському полку, потім переведений до штабу 7-ї дивізії рейхсверу. 1 жовтня 1923 року він повернувся на посаду командира взводу 3-ї роти 20-го (Баварського) піхотного полку в Регенсбурзі. На початку 1926 року його перевели до 21-го (Баварського) піхотного полку, де 1 травня 1926 року він став командиром 7-ї роти в Нюрнберзі.
У подальшому проходив службу в різних частинах Веймарської республіки на командних та штабних посадах. Після приходу нацистів до влади продовжив служити. 15 жовтня 1935 року став начальником оперативного відділу 15-ї піхотної дивізії. 1 квітня 1937 року він був призначений начальником оперативного управління 4-го командування, яке очолював генерал артилерії Вальтер фон Браухіч. 10 листопада 1938 року А. Достлер став командиром 42-го піхотного полку 17-ї піхотної дивізії.
26 серпня 1939 року напередодні вторгнення до Польщі та з початком масштабної мобілізації його призначили начальником оперативного управління 7-ї армії генерала артилерії Ф. Долльмана, що формувалася на базі 5-го корпусного округу. З 3 вересня 1939 року по 14 червня 1940 року частини армії знаходилися на позиціях в районі Західного Валу, перебуваючи в готовності до відбиття наступу франко-британських військ.
5 лютого 1940 року А.Достлера призначено на посаду начальника штабу 25-го армійського корпусу генерал-лейтенанта К. фон Прагера. Корпус підпорядковувався 7-ій армії та мав у своєму складі дві дивізії: 555-ту та 557-му піхотні. Головним завданням 25-го армійського корпусу було утримання фортифікаційних рубежів та позицій, спираючись на укріплення лінії Зігфрида. У ході Французької кампанії він брав активну участь у боях, коли 15 червня 1940 року війська об'єднання перейшли в наступ у районі Верхнього Рейну, вийшли до Ельзасу та Лотарингії. 1 вересня 1941 року він отримав звання генерал-майор.
На початку осені 1941 року генерал Достлер був відкликаний з північної Франції та 26 вересня призначений командиром 57-ї піхотної дивізії, що на той час билася у складі III моторизованого корпусу генерала кінноти Е. фон Маккензена в північній Полтавщині.
57-ма дивізія діяла на полтавсько-харківському напрямку, потім брала участь у затятих боях за опанування міста Харків.
При плануванні командиром LV армійського корпусу генералом Е. Фіров наступу на Харків 57-ма піхотна дивізія завдавала головний удар, здійснюючи фронтальний наступ із західного напрямку за підтримки частин 101-ї і 100-ї легких піхотних дивізій, що наступали з півночі і з півдня. Діям піхоти передувала інтенсивна артилерійська підготовка, що проводилася важкими дивізіонами із застосуванням 210-мм важких мортир Mrs.18 і 150-мм важких гаубиць sFH 18. Для дій в міських кварталах піхотним дивізіям додавалися дивізіони штурмових гармат StuG III, а в ролі протитанкових засобів — батареї 88-мм зенітних гармат.
Опівдні 23 жовтня 1941 року, після закінчення артилерійської підготовки, головні сили дивізії генерала А. Достлера перейшли в наступ. Повільно просуваючись уздовж вулиці Свердлова і паралельним їй вулицях в сторону залізничного вокзалу, німецькі штурмові групи долали опір частин 216-ї стрілецької дивізії. До вечора частини 57-ї дивізії генерала А.Достлера вийшли до залізничної лінії в районі Холодногірського шляхопроводу, який був частково підірваний радянськими саперами. В результаті першого дня боїв німецьким військам вдалося захопити західні райони Харкова і вийти до залізниці, що перетинала місто з півночі на південь, а на деяких ділянках і подолати її.
Вранці 24 жовтня 1941 року німецькі війська продовжили наступальні дії та зайняли міські квартали між залізницею і річкою і вийшли до берега Лопані й захопили неушкодженими кілька мостів через річку, в тому числі центральний, Великий Лопанський. Протягом шести годин один з полків 57-ї дивізії вермахту за підтримки артилерії, авіації і штурмових гармат намагався захопити цей міст і вибити радянські війська з укріплень на Університетській гірці. Інші частини дивізії, зумівши форсувати річку південніше, вийшли в район залізничних станцій Балашівка та Левада і прилеглих до них промислових підприємств. Під тиском німецьких військ у ніч з 25 на 26 жовтня 1941 року радянські війська відступили за Сіверський Донець.
Генерал-майор А. Достлер командував 57-ю дивізією до 10 квітня 1942 року, після чого був переведений до резерву фюрера. 15 червня 1942 року призначений командиром 163-ї піхотної дивізії 36-го гірського корпусу генерала від інфантерії К. Вайзенбергера. 163-тя піхотна дивізія входила до складу німецько-фінської армії «Лапландія», яка вела бойові дії на території Кольського півострова і Північної Карелії. 22 червня 1942 року армія була перейменована на 20-ту гірську армію.
28 грудня 1942 року А. Достлер залишив посаду командира дивізії та був включений до резерву фюрера. 1 січня 1943 року йому присвоїли військове звання генерал-лейтенант.
22 червня 1943 року він прийняв у генерала від інфантерії Ф. Маттенклотта 42-й армійський корпус, який брав участь у боях за Харків, згодом вів оборонні дії на Лівобережній та Правобережній Україні.
1 серпня 1943 року А. Достлер підвищений у генерали від інфантерії. У жовтні-листопаді одночасно виконував обов'язки командира 7-го армійського корпусу, що бився за Київ.
15 січня 1944 року його призначили командувати знов створеним 75-м армійським корпусом, що входив до групи армій «C» і обороняв центральну Італію від союзників.
Під час його командування корпусом стався випадок, який призвів до страти генерала А. Достлера. 22 березня 1944 року на італійському узбережжі приблизно в 100 кілометрах на північ від міста Ла-Спеція (між містами Бонассола і Фрамура), і 400 кілометрах позаду лінії фронту висадилася диверсійно-розвідувальна група з п'ятнадцяти військовослужбовців армії США (в тому числі два офіцери), одягнутих у польову форму одягу американської армії. ДРГ мала завдання знищити залізничний тунель між Спецією і Генуєю. 24 березня особовий склад групи був захоплений італійськими солдатами і переданий німецькій армії.
Полонені американські солдати були допитані, й один з американських офіцерів розповів завдання і цілі їхньої місії. Командир 75-го армійського корпусу А. Достлер доповів по команді головнокомандувачу в Італії, генерал-фельдмаршалу А. Кессельрінгу та запитав про подальшу долю захоплених розвідників. Головнокомандувач віддав розпорядження розстріляти американців. 25 березня А. Достлер віддав письмовий наказ розстріляти захоплених солдатів до штабу 135-ї бригади. Незважаючи на спроби німецьких офіцерів протидіяти цьому злочинному наказу та довести, що солдати противника добровільно здалися в німецький полон після того, як виконання місії було ними провалене, А. Достлер вдруге підтвердив наказ про розстріл. Дві останніх спроби були зроблені офіцерами по телефону. Але незважаючи на це, всі зусилля були марними, і вранці 26 березня 1944 року п'ятнадцять полонених американців були страчені.
25 листопада 1944 року генерала від інфантерії А. Достлера призначили командиром 73-го армійського корпусу 10-ї армії генерала танкових військ Й. Лемелсена. Продовжував командувати їм до кінця війни.
8 травня 1945 року командир 73-го армійського корпусу генерал Достлер був заарештований американцями і постав перед військовим трибуналом за звинуваченням у розстрілі 15 військовослужбовців американської армії. 8 жовтня у Палаці Казерта розпочалося засідання трибуналу; суд наполягав на тому, що відповідно до положень Гаазької конвенції 1907 року «Про закони та звичаї сухопутної війни» страта військовополонених армії противника, які були одягнуті у військову форму власних Збройних сил, є воєнним злочином. На свій захист Антон Достлер приводив наказ Гітлера від 18 жовтня 1942 року про розстріл спійманих диверсантів та командос союзників. Більш того, він доводив, що захоплені були переодягнуті у цивільний одяг. Але суд не прийняв його докази до уваги та 12 жовтня 1945 засудив його до смертної кари через розстріл. Водночас, історичним фактом залишається те, що головнокомандувач А. Кессельрінг, який власне і віддав наказ про розстріл, страти уникнув.
1 грудня 1945 року Антон Достлер був страчений в Аверсі.

## Звання
- Фанен-юнкер (23 червня 1910)
- Фенріх (3 березня 1911)
- Лейтенант (28 жовтня 1912)
- Оберлейтенант (14 січня 1916)
- Гауптман (28 вересня 1921)
- Майор (1 квітня 1932)
- Оберстлейтенант (1 лютого 1935)
- Оберст (1 серпня 1937)
- Генерал-майор (1 вересня 1941)
- Генерал-лейтенант (1 січня 1943)
- Генерал піхоти (1 серпня 1943)

## Нагороди
- Медаль принца-регента Луїтпольда
- Залізний хрест 2-го і 1-го класу
- Орден «За заслуги» (Баварія) 4-го класу з мечами
- Почесний хрест ветерана війни з мечами
- Медаль «За вислугу років у Вермахті» 4-го, 3-го, 2-го і 1-го класу (25 років)
- Медаль «У пам'ять 13 березня 1938 року»
- Медаль «У пам'ять 1 жовтня 1938» із застібкою «Празький град»
- Застібка до Залізного хреста 2-го і 1-го класу
- Медаль «За зимову кампанію на Сході 1941/42»

## Галерея

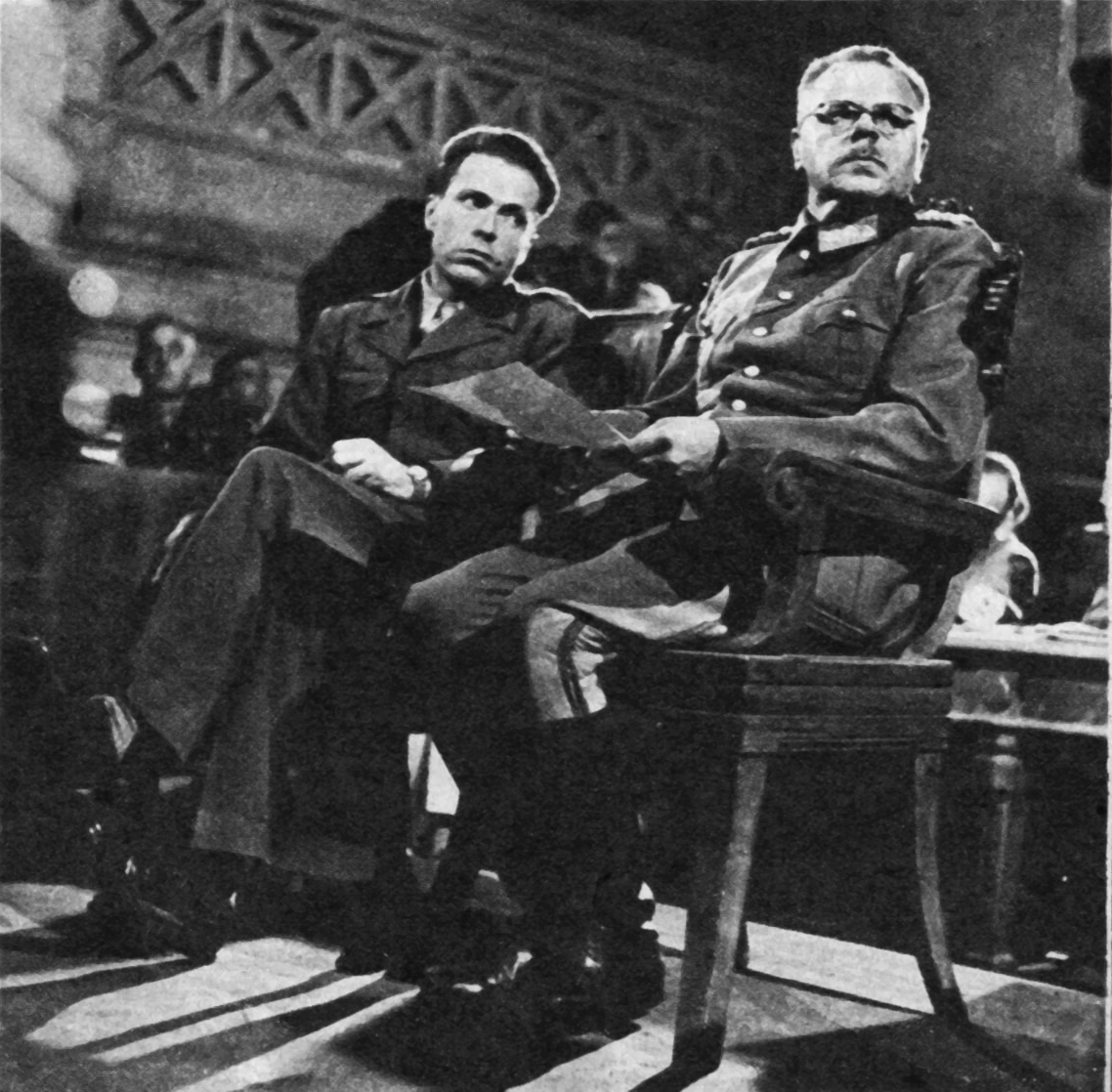
Генерал від інфантерії А.Достлер на військовому трибуналі
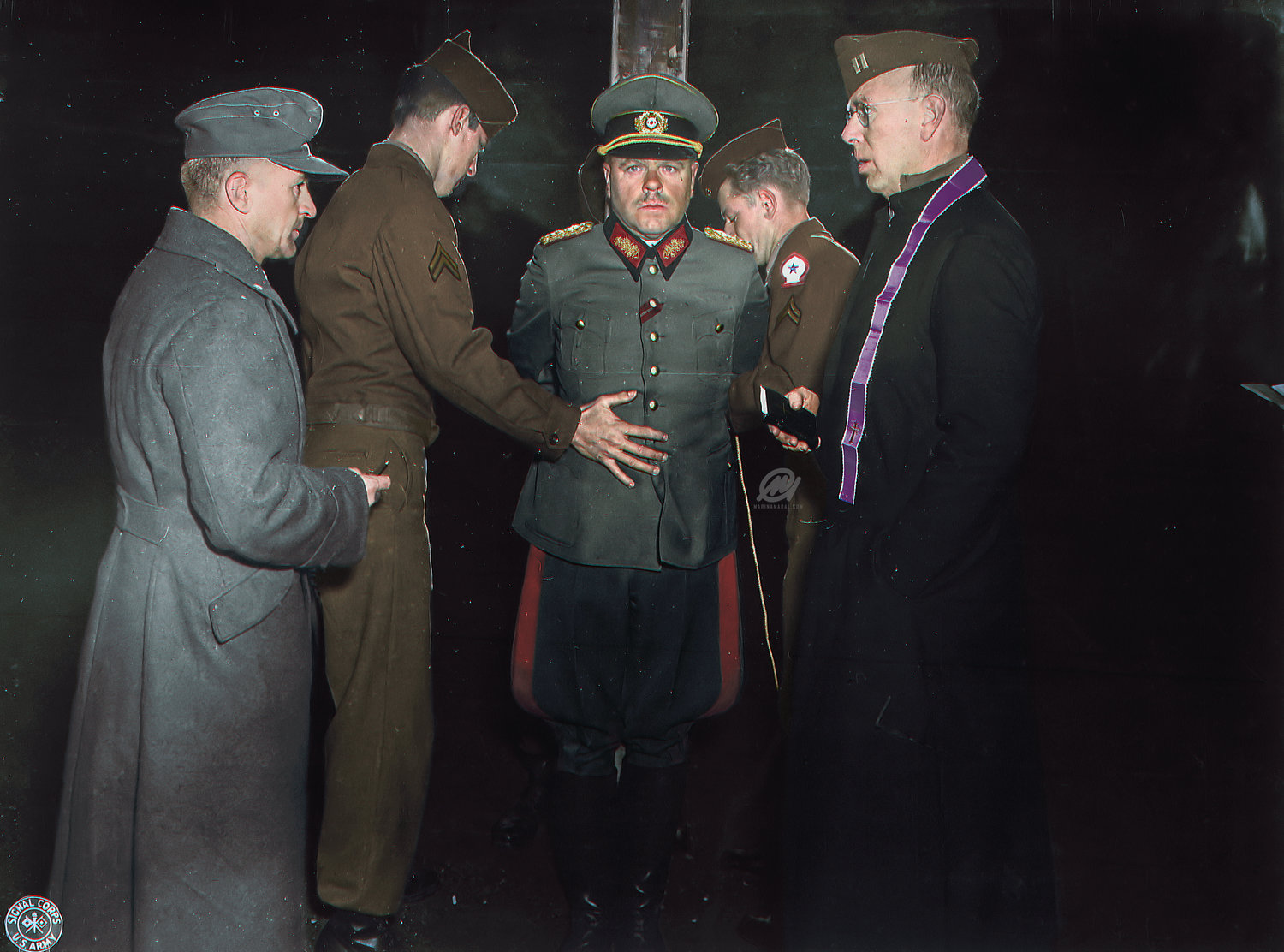
Генерал А. Достлер, прив'язанний до стовба для розстрілу
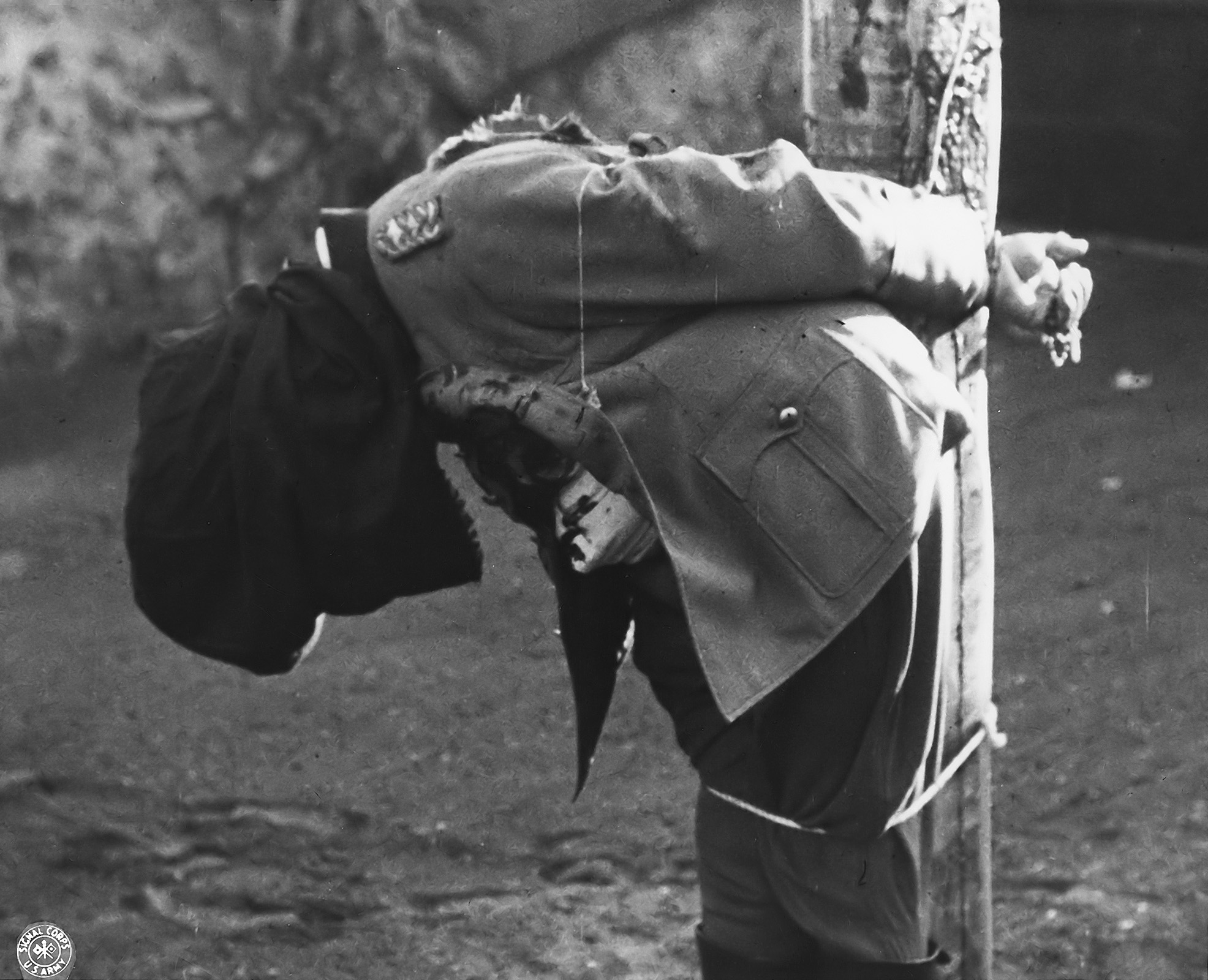
Труп генерала А. Достлера після страти

## Відео
- Execution General Anton Dostler [Архівовано 7 січня 2019 у Wayback Machine.]